# Бернсторф (палац)
Палац Бернсторф (дан. Bernstorff Slot) — палац, розташований в данській комуні Гентофте. Палац побудований в середині XVIII століття для міністра закордонних справ Данського королівства графа Йогана Бернсторфа, в честь якого палац і отримав свою назву. Будівля перебувала у власності родини Бернсторф до 1812 року. У 1842 році його купив данський король Кристіан VIII. Тут жив перший данський монарх із династії Глюксбургів Кристіан IX разом зі сім'єю аж до його смерті в 1906 році. Потім палац використовувала Данська служба з надзвичайних заходів. Зараз палац використовується як готель, а також для проведення різних конференцій.

## Історія

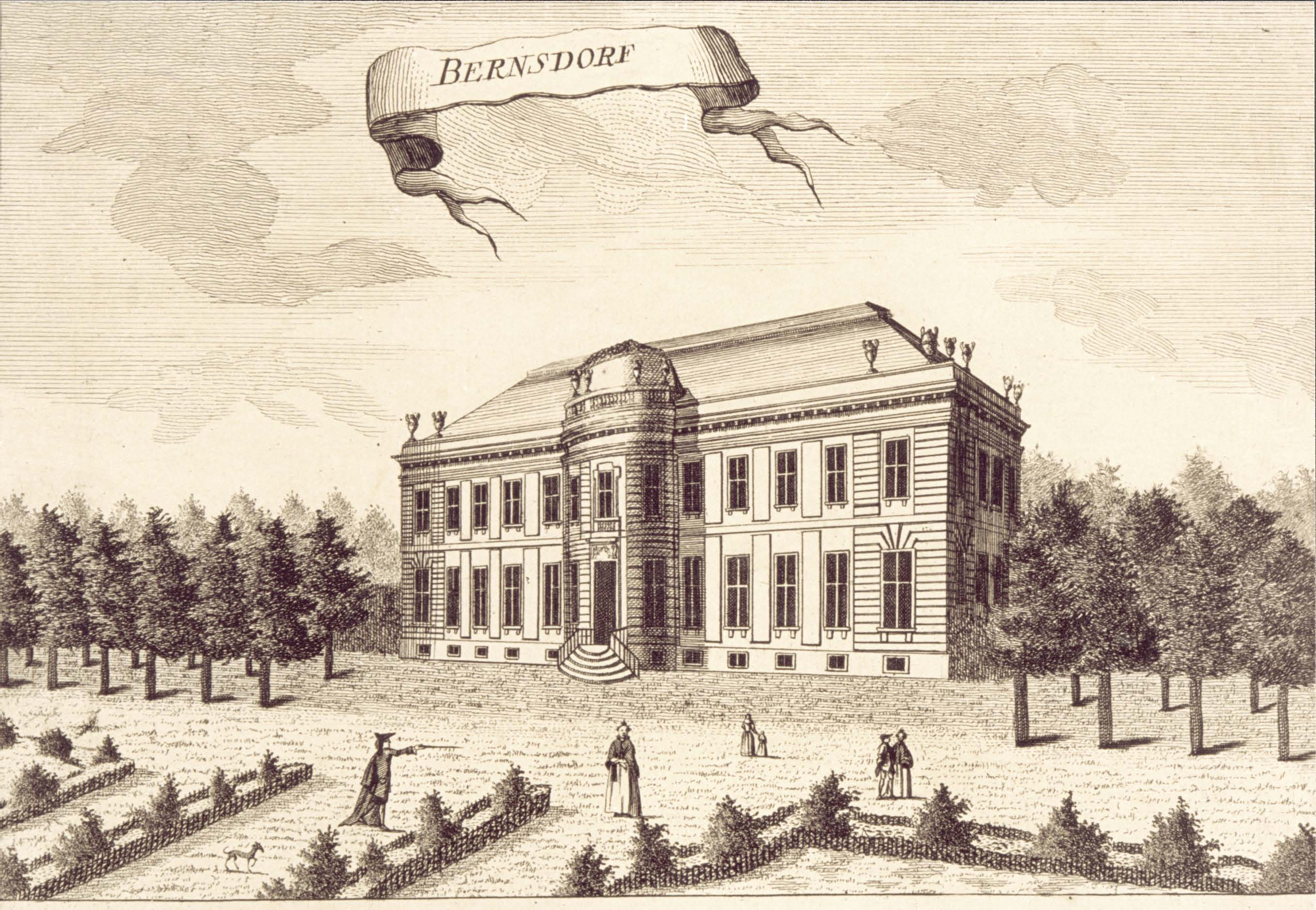
Палац у 1760-х роках

Будівля побудована за проєктом французького архітектора Ніколя Анрі Жардена, який приїхав у Данію для завершення будівництва церкви Фредеріка в Копенгагені після смерті її творця Миколая Ейтведа в 1754 році. Палац являє собою один із найбільш ранніх прикладів неокласичної архітектури Данії. Двоповерхову будівлю було завершено в травні 1756 року. 13 вересня 1770 року Бернсторф був звільнений в результаті інтриг Йоганна Струензе. Він поїхав разом із племінником Андреасом Петером в Париж. У 1772 році перший власник палацу помер. Будівля перейшла до його племінника, де той жив щоліта аж до власної смерті в 1797 році і палац успадкували два його сина.
У 1812 році сім'я Бернсторф продала палац. Він був куплений шотландським підприємцем Кристофером Мак-Евоєм. Після його смерті у 1839 році будівлю було куплено військовим суддею Пітером Калько, який, з причини жахливого на той момент стану палацу, мав намір його знести. Через суспільне невдоволення в пресі палац не був знесений і його згодом купив король Кристіан VIII.
У 1854 році палац передали в користування принцу Кристіану Глюксбурзькому, який був спадкоємцем бездітного короля Фредеріка VIII. Тут майбутній король жив разом зі сім'єю навіть після сходження на престол в 1863 році. У палаці жили російський імператор Олександр III і англійський король Едуард VII, які були одружені з дочками короля Кристіана IX. У 1888 році на Міжнародній Скандинавській виставці дружина короля Луїза Гессен-Кассельська викупила довколишні вілли, де зупинялися численні родичі та друзі королівської пари. Після смерті короля Кристіана в 1906 році палац перейшов у користування його молодшого сина Вальдемара, який жив там разом з сім'єю аж до своєї смерті в 1939 році.

## Палацовий сад
Навколо колишнього королівського палацу був розбитий великий пейзажний парк. Зона парку включає в себе ліс, газони, розарій, фруктовий сад і чайний будиночок. У саду палацу ростуть абрикоси, персики, виноград, яблука, груші, вишні, сливи. Рідкісні сорти огірків, артишоків, салату-латуку і дині були завезені сюди з Франції і Нідерландів. Були висаджені безліч рідкісних дерев та чагарників, в тому числі каштани, акації, остролисті, тюльпанні дерева, платан та інші рослини. Багато з рослин, які були посаджені на території парку, були вперше завезені в Данію. Королівським садом у часи короля Кристіана IX займався данський ландшафтний архітектор Рудольф Роте. В 1888 році в саду була побудована вілла в шведському стилі, в якій зараз проходять заходи і конференції.